# Lista de episódios de Shameless (Estados Unidos)

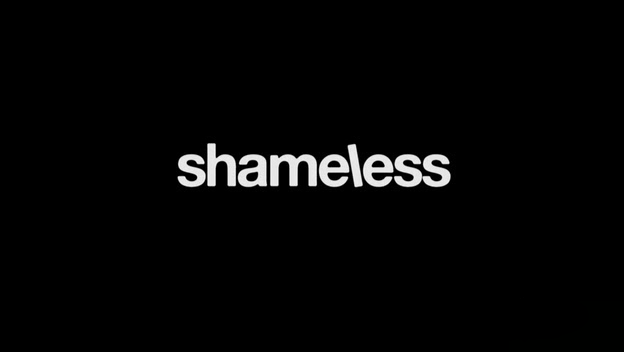
Logotipo do seriado

Shameless é uma comédia dramática norte-americana adaptada por John Wells e baseada na série Britânica de mesmo nome. Estreou no canal Showtime em 9 de Janeiro de 2011. A segundo temporada estreou em 8 de Janeiro de 2012. Em 1º de Fevereiro de 2012, Shameless foi renovada para uma terceira temporada, que teve início em 13 de Janeiro de 2013. Em 29 de Janeiro de 2013, Showtime renovou a série para uma quarta temporada. Em 18 de Fevereiro de 2014, o seriado foi renovado para uma quinta temporada.

## Exibição
| Temp. | Temp. | Ep. | Exibição Original     | Exibição Original   | Lançamento em DVD (EUA) | Lançamento em DVD (EUA) | Lançamento em DVD (EUA) | Lançamento em DVD (EUA) |
| Temp. | Temp. | Ep. | Início                | Término             | Região 1                | Região 2                | Região 4                |                         |
| ----- | ----- | --- | --------------------- | ------------------- | ----------------------- | ----------------------- | ----------------------- | ----------------------- |
|       | 1     | 12  | 9 de Janeiro de 2011  | 27 de Março de 2011 | 27 de Dezembro de 2011  | 25 de Junho de 2012     | 4 de Abril de 2012      |                         |
|       | 2     | 12  | 8 de Janeiro de 2012  | 1º de Abril de 2012 | 18 de Dezembro de 2012  | —                       | 13 de Fevereiro de 2013 |                         |
|       | 3     | 12  | 13 de Janeiro de 2013 | 7 de Abril de 2013  | 17 de Dezembro de 2013  | —                       | 18 de Dezembro de 2013  |                         |
|       | 4     | 12  | 12 de Janeiro de 2014 | 6 de Abril de 2014  | —                       | —                       | —                       |                         |
|       | 5     | 12  | 11 de Janeiro de 2015 | 5 de Abril de 2015  | —                       | —                       | —                       |                         |
|       | 6     | 12  | 10 de Janeiro de 2016 | 3 de Abril de 2016  | —                       | —                       | —                       |                         |
|       | 7     | 12  | 2 de Outubro de 2016  | —                   | —                       | —                       | —                       |                         |

## Episódios

### Primeira temporada (2011)
| #  | Ep. | Título                                            | Direção         | Roteiro                            | Data de Exibição (EUA)  | Audiência (EUA) |
| -- | --- | ------------------------------------------------- | --------------- | ---------------------------------- | ----------------------- | --------------- |
| 01 | 1   | "Pilot"                                           | Mark Mylod      | Paul Abbott e John Wells           | 9 de Janeiro de 2011    | 0.98 milhão     |
| 02 | 2   | "Frank the Plank"                                 | John Wells      | Paul Abbott e John Wells           | 16 de Janeiro de 2011   | 0.81 milhão     |
| 03 | 3   | "Aunt Ginger"                                     | Stephen Hopkins | Nancy M. Pimental                  | 23 de Janeiro de 2011   | 0.90 milhão     |
| 04 | 4   | "Casey Casden"                                    | Todd Holland    | Cindy Caponera                     | 30 de Janeiro de 2011   | 1.11 milhão     |
| 05 | 5   | "Three Boys"                                      | Mimi Leder      | Alex Borstein                      | 6 de Fevereiro de 2011  | 0.95 milhão     |
| 06 | 6   | "Killer Carl"                                     | John Dahl       | Mike O'Malley                      | 13 de Fevereiro de 2011 | 1.01 milhão     |
| 07 | 7   | "Frank Gallagher: Loving Husband, Devoted Father" | David Nutter    | Etan Frankel                       | 20 de Fevereiro de 2011 | 1.14 milhão     |
| 08 | 8   | "It's Time to Kill the Turtle"                    | Scott Frank     | Nathan Jackson e Nancy M. Pimental | 27 de Fevereiro de 2011 | 0.92 milhão     |
| 09 | 9   | "But At Last Came a Knock"                        | Mark Mylod      | Alex Borstein                      | 6 de Março de 2011      | 1.14 milhão     |
| 10 | 10  | "Nana Gallagher Had an Affair"                    | Adam Bernstein  | Cindy Caponera                     | 13 de Março de 2011     | 1.12 milhão     |
| 11 | 11  | "Daddyz Girl"                                     | Sanaa Hamri     | Nancy M. Pimental                  | 20 de Março de 2011     | 1.10 milhão     |
| 12 | 12  | "Father Frank, Full of Grace"                     | Mark Mylod      | John Wells                         | 27 de Março de 2011     | 1.16 milhão     |

### Segunda temporada (2012)
| #  | Ep. | Título                                  | Direção                  | Roteiro                            | Data de Exibição (EUA)  | Audiência (EUA) |
| -- | --- | --------------------------------------- | ------------------------ | ---------------------------------- | ----------------------- | --------------- |
| 13 | 1   | "Summertime"                            | Mark Mylod               | John Wells                         | 8 de Janeiro de 2012    | 1.58 milhão     |
| 14 | 2   | "Summer Loving"                         | John Wells               | Mike O'Malley                      | 15 de Janeiro de 2012   | 1.25 milhão     |
| 15 | 3   | "I'll Light a Candle for You Every Day" | Craig Zisk               | Nancy M. Pimental                  | 22 de Janeiro de 2012   | 1.28 milhão     |
| 16 | 4   | "A Beautiful Mess"                      | Mark Mylod               | Alex Borstein                      | 29 de Janeiro de 2012   | 1.37 milhão     |
| 17 | 5   | "Father's Day"                          | Anthony Hermingway       | Etan Frankel                       | 5 de Fevereiro de 2012  | 1.01 milhão     |
| 18 | 6   | "Can I Have a Mother"                   | John Dahl                | William H. Macy e Steven Schachter | 12 de Fevereiro de 2012 | 1.44 milhão     |
| 19 | 7   | "A Bottle of Jean Nate"                 | David Nutter             | Nancy M. Pimental                  | 19 de Fevereiro de 2012 | 1.41 milhão     |
| 20 | 8   | "Parenthood"                            | Daisy Von Scherler Mayer | Mike O'Malley                      | 4 de Março de 2012      | 1.60 milhão     |
| 21 | 9   | "Hurricane Monica"                      | Alex Graves              | Alex Borstein                      | 11 de Março de 2012     | 1.31 milhão     |
| 22 | 10  | "A Great Cause"                         | Mimi Leder               | Etan Frankel                       | 18 de Março de 2012     | 1.16 milhão     |
| 23 | 11  | "Just Like the Pilgrims Intended"       | Mark Mylod               | LaToya Morgan e Nancy M. Pimental  | 25 de Março de 2012     | 1.51 milhão     |
| 24 | 12  | "Fiona Interrupted"                     | John Wells               | John Wells                         | 1º de Abril de 2012     | 1.45 milhão     |

### Terceira temporada (2013)
| #  | Ep. | Título                     | Direção            | Roteiro                          | Data de Exibição (EUA)  | Audiência (EUA) |
| -- | --- | -------------------------- | ------------------ | -------------------------------- | ----------------------- | --------------- |
| 25 | 1   | "El Gran Cañon"            | Mark Mylod         | John Wells                       | 13 de Janeiro de 2013   | 2.00 milhões    |
| 26 | 2   | "The American Dream"       | Anthony Hermingway | Nancy M. Pimental                | 20 de Janeiro de 2013   | 1.37 milhão     |
| 27 | 3   | "May I Trim Your Hedges?"  | Steve Shill        | Krista Vernoff                   | 27 de Janeiro de 2013   | 1.99 milhão     |
| 28 | 4   | "The Helpful Gallaghers"   | Randall Einhorn    | Mike O'Malley                    | 10 de Fevereiro de 2013 | 1.53 milhão     |
| 29 | 5   | "The Sins of My Caretaker" | J. Michael Muro    | Sheila Callaghan                 | 17 de Fevereiro de 2013 | 1.31 milhão     |
| 30 | 6   | "Cascading Failures"       | Anthony Hermingway | Alex Borstein                    | 24 de Fevereiro de 2013 | 1.48 milhão     |
| 31 | 7   | "A Long Way From Home      | Mimi Leder         | Etan Frankel                     | 3 de Março de 2013      | 1.76 milhão     |
| 32 | 8   | "Where There's a Will"     | Danny Cannon       | Davey Holmes                     | 10 de Março de 2013     | 1.66 milhão     |
| 33 | 9   | "Frank the Plumber"        | Mark Mylod         | Krista Vernoff                   | 17 de Março 2013        | 1.67 milhão     |
| 34 | 10  | "Civil Wrongs"             | Gary B. Goldman    | Mike O'Malley                    | 24 de Março de 2013     | 1.61 milhão     |
| 35 | 11  | "Order Room Service"       | Sanaa Hamri        | Sheila Callaghan                 | 31 de Março de 2013     | 1.65 milhão     |
| 36 | 12  | "Survival of the Fittest"  | Mark Mylod         | Etan Frankel e Nancy M. Pimental | 7 de Abril de 2013      | 1.82 milhão     |

### Quarta temporada (2014)
| #  | Ep. | Título                                                           | Direção             | Roteiro           | Data de Exibição (EUA)  | Audiência (EUA) |
| -- | --- | ---------------------------------------------------------------- | ------------------- | ----------------- | ----------------------- | --------------- |
| 37 | 1   | "Simple Pleasures"                                               | John Wells          | John Wells        | 12 de Janeiro de 2014   | 1.69 milhão     |
| 38 | 2   | "My Oldest Daughter"                                             | Mimi Leder          | Nancy M. Pimental | 19 de Janeiro de 2014   | 1.60 milhão     |
| 39 | 3   | "Like Father, Like Daughter"                                     | Sanaa Hamri         | Sheila Callaghan  | 26 de Janeiro de 2014   | 1.83 milhão     |
| 40 | 4   | "Strangers on a Train"                                           | Peter Segal         | Etan Frankel      | 2 de Fevereiro de 2014  | 1.22 milhão     |
| 41 | 5   | "There's the Rub"                                                | David Nutter        | Davey Holmes      | 9 de Fevereiro de 2014  | 1.58 milhão     |
| 42 | 6   | "Iron City"                                                      | James Ponsoldt      | John Wells        | 16 de Fevereiro de 2014 | 1.90 milhão     |
| 43 | 7   | "A Jailbird, Invalid, Martyr, Cutter, Retard and Parasitic Twin" | Gary B. Goldman     | Nancy M. Pimental | 23 de Fevereiro de 2014 | 1.89 milhão     |
| 44 | 8   | "Hope Springs Paternal"                                          | Mimi Leder          | Sheila Callaghan  | 9 de Março de 2014      | 1.77 milhão     |
| 45 | 9   | "The Legend of Bonnie and Carl"                                  | Mark Mylod          | Etan Frankel      | 16 de Março de 2014     | 1.70 milhão     |
| 46 | 10  | "Liver, I Hardly Know Her"                                       | Christopher Chulack | Davey Holmes      | 23 de Março de 2014     | 1.63 milhão     |
| 47 | 11  | "Emily"                                                          | Anthony Hermingway  | Nancy M. Pimental | 30 de Março de 2014     | 1.76 milhão     |
| 48 | 12  | "Lazarus"                                                        | Mark Mylod          | John Wells        | 6 de Abril de 2014      | 1.93 milhão     |

### Quinta temporada (2015)
| #  | Ep. | Título                                 | Direção             | Roteiro           | Data de Exibição (EUA)  | Audiência (EUA) |
| -- | --- | -------------------------------------- | ------------------- | ----------------- | ----------------------- | --------------- |
| 49 | 1   | "Milk of the Gods"                     | Christopher Chulack | Nancy M. Pimental | 11 de Janeiro de 2015   | 1.77 milhão     |
| 50 | 2   | "I'm the Liver"                        | Sanaa Hamri         | Krista Vernoff    | 18 de Janeiro de 2015   | 1.76 milhão     |
| 51 | 3   | "The Two Lisas"                        | Peter Segal         | Sheila Callaghan  | 25 de Janeiro de 2015   | 1.96 milhão     |
| 52 | 4   | "A Night to Remem... Wait, What?"      | Richie Keen         | Davey Holmes      | 1 de Fevereiro de 2015  | 1.26 milhão     |
| 53 | 5   | "Rite of Passage"                      | Alex Graves         | Etan Frankel      | 8 de Fevereiro de 2015  | 1.64 milhão     |
| 54 | 6   | "Crazy Love"                           | Anthony Hemingway   | John Wells        | 15 de Fevereiro de 2015 | 1.26 milhão     |
| 55 | 7   | "Tell Me You Fucking Need Me"          | William H. Macy     | Nancy M. Pimental | 1 de Março de 2015      | 1.44 milhão     |
| 56 | 8   | "Uncle Carl"                           | Wendey Stanzler     | Krista Vernoff    | 8 de Março de 2015      | 1.60 milhão     |
| 57 | 9   | "Carl's First Sentencing"              | Christopher Chulack | Etan Frankel      | 15 de Março de 2015     | 1.62 milhão     |
| 58 | 10  | "South Side Rules"                     | Michael Uppendahl   | Sheila Callaghan  | 22 de Março de 2015     | 1.67 milhão     |
| 59 | 11  | "Drugs Actually"                       | Mimi Leder          | Davey Holmes      | 29 de Março de 2015     | 1.46 milhão     |
| 60 | 12  | "Love Songs (In the Key of Gallagher)" | Christopher Chulack | John Wells        | 5 de Abril de 2015      | 1.55 milhão     |

### Sexta temporada (2016)
| #  | Ep. | Título                               | Direção             | Roteiro             | Data de Exibição (EUA)  | Audiência (EUA) |
| -- | --- | ------------------------------------ | ------------------- | ------------------- | ----------------------- | --------------- |
| 61 | 1   | "I Only Miss Her When I'm Breathing" | Christopher Chulack | John Wells          | 10 de Janeiro de 2016   | 1.44 milhão     |
| 62 | 2   | "#AbortionRules"                     | Iain B. MacDonald   | Nancy M. Pimental   | 17 de Janeiro de 2016   | 1.64 milhão     |
| 63 | 3   | "The F Word"                         | Nisha Ganatra       | Krista Vernoff      | 24 de Janeiro de 2016   | 1.70 milhão     |
| 64 | 4   | "Going Once, Going Twice"            | Christopher Chulack | Davey Holmes        | 31 de Janeiro de 2016   | 1.70 milhão     |
| 65 | 5   | "Refugees"                           | Wendey Stanzler     | Etan Frankel        | 7 de Fevereiro de 2016  | 1.16 milhão     |
| 66 | 6   | "NSFW"                               | Jake Schreier       | Sheila Callaghan    | 14 de Fevereiro de 2016 | 1.60 milhão     |
| 67 | 7   | "Pimp's Paradise"                    | Peter Segal         | Dominique Morisseau | 21 de Fevereiro de 2016 | 1.66 milhão     |
| 68 | 8   | "Be a Good Boy. Come For Grandma."   | Iain B. MacDonald   | Nancy M. Pimental   | 6 de Março de 2016      | 1.50 milhão     |
| 69 | 9   | "A Yurt of One's Own"                | Ruben Garcia        | Davey Holmes        | 13 de Março de 2016     | 1.68 milhão     |
| 70 | 10  | "Paradise Lost"                      | Lynn Shelton        | Etan Frankel        | 20 de Março de 2016     | 1.60 milhão     |
| 71 | 11  | "Sleep No More"                      | Anthony Hemingway   | Sheila Callaghan    | 27 de Março de 2016     | 1.45 milhão     |
| 72 | 12  | "Familia Supra Gallegorious Omnia!"  | Christopher Chulack | John Wells          | 3 de Abril de 2016      | 1.63 milhão     |

Shameless foi renovada para uma sexta temporada em 12 de Janeiro de 2015, que tem a sua estreia prevista para 2016.

### Sétima Temporada(2016-2017)
| #  | Ep. | Título | Direção | Roteiro | Data de Exibição (EUA) | Audiência (EUA) |
| -- | --- | ------ | ------- | ------- | ---------------------- | --------------- |
| 73 | 1   | —      | —       | —       | 2 de Outubro de 2016   | —               |

1. ↑  «Shows A-Z - shameless on showtime». The Futon Critic. Consultado em 17 de Julho de 2014
2. ↑  Gorman, Bill (1 de fevereiro de 2012). «Showtime Renews 'Shameless,' 'House Of Lies,' & 'Californication'». TVByTheNubmers.com. Consultado em 17 de Julho de 2014. Arquivado do original em 25 de julho de 2014
3. ↑  Memmott, Carol (29 de janeiro de 2013). «Showtime renews 'Shameless', 'Lies,' 'Californication'». USA Today. Consultado em 17 de Julho de 2014
4. ↑  Lambert, David (28 de setembro de 2011). «Shameless - The Showtime-Airing Series Starring William H. Macy is Now Scheduled for DVD and Blu». TV Shows on DVD. Consultado em 17 de Julho de 2014. Arquivado do original em 8 de outubro de 2011
5. ↑  «Shamless (USA) - Season 1 (DVD)». Amazon UK. Consultado em 17 de Julho de 2014
6. ↑  «Shameless (2011): Season 1». Ezy DVD. Consultado em 17 de Julho de 2014. Arquivado do original em 25 de fevereiro de 2012
7. ↑  Lambert, David (22 de agosto de 2012). «Shameless - 'The Complete 2nd Season' on DVD and Blu-ray: Date, Cost, Extras, Boxes». TV Shows on DVD. Consultado em 17 de Julho de 2014. Arquivado do original em 25 de agosto de 2012
8. ↑  «Shameless (2011) - The Complete 2nd Season». Ezy DVD. Consultado em 17 de Julho de 2014. Arquivado do original em 17 de fevereiro de 2013
9. ↑  Lambert, David (11 de setembro de 2013). «Shameless - Street Date is Scheduled for 'The Complete 3rd Season' on DVD, Blu». TV Shows on DVD. Consultado em 17 de Julho de 2014. Arquivado do original em 15 de setembro de 2013
10. ↑  «Shameless: Season 3». Ezy DVD. Consultado em 17 de Julho de 2014. Arquivado do original em 23 de fevereiro de 2014
11. 1 2  Ausiello, Michael (18 de fevereiro de 2014). «Showtime Renews Shameless, House of Lies». TV Line. Consultado em 17 de Julho de 2014
12. ↑  Haas, Guilherme (9 de Setembro de 2016). «Shameless: sinopse e trailers da 7ª temporada revelam novidades dos Gallaghers». Minha Série. Consultado em 1 de Outubro de 2016
13. ↑  Seidman, Robert (10 de janeiro de 2011). «Sunday Cable Ratings: Real Housewives, Hannah Montana, Shake It Up, Sarah Palin's Alaska, Californication and Much More». TV by the Numbers. Consultado em 17 de Julho de 2014
14. ↑  Gorman, Bill (19 de janeiro de 2011). «Sunday Cable Ratings: 'Hannah Montana' Finale, 'Real Housewives,' 'Top Gear,' 'Big Love' Final Season Premiere & More». TV by the Numbers. Consultado em 17 de Julho de 2014
15. ↑  Seidman, Robert (25 de janeiro de 2011). «Sunday Cable Ratings: 'Real Housewives,' Kardashians, 'Holly's World' Lead Night + 'Shameless' & Much More». TV by the Numbers. Consultado em 17 de Julho de 2014
16. ↑  Gorman, Bill (1 de fevereiro de 2011). «Sunday Cable Ratings: 'Holly's World,' 'Real Housewives' Finale Up; Plus 'Kardashians,' 'Shameless' & Much More». TV by the Numbers. Consultado em 17 de Julho de 2014
17. ↑  Seidman, Robert (8 de fevereiro de 2011). «Sunday Cable Ratings: 'Big Love,' 'Californication,' 'Episodes' and 'Shameless' Tackled by Super Bowl». TV by the Numbers. Consultado em 17 de Julho de 2014
18. ↑  Gorman, Bill (15 de fevereiro de 2011). «Sunday Cable Ratings: Sunday Cable Ratings: 'Real Housewives,' 'Ax Men,' 'Grammy's Red Carpet,' Lead Night + 'Shameless' & More». TV by the Numbers. Consultado em 17 de Julho de 2014
19. ↑  Seidman, Robert (23 de fevereiro de 2011). «Sunday Cable Ratings: NBA All Stars, Housewives, Worst Cooks and Kardashians Lead Night + 'Shameless' & More». TV by the Numbers. Consultado em 17 de Julho de 2014
20. ↑  Gorman, Bill (1 de março de 2011). «Sunday Cable Ratings: Knicks/Heat Scores; 'E's Red Carpet,' 'Ax Men,' 'Shameless' & More». TV by the Numbers. Consultado em 17 de Julho de 2014
21. ↑  Seidman, Robert (8 de março de 2011). «Sunday Cable Ratings: Tosh Leads Night + More 'Breakout Kings;' 'Shameless' Up & MUCH More». TV by the Numbers. Consultado em 17 de Julho de 2014
22. ↑  Gorman, Bill (15 de março de 2011). «Sunday Cable Ratings: 'Chopped' Rises, Leads Night; 'Breakout Kings;' 'Army Wives' Down & MUCH More». TV by the Numbers. Consultado em 17 de Julho de 2014
23. ↑  Seidman, Robert (22 de março de 2011). «Sunday Cable Ratings: 'Army Wives' Up 30%; 'Breakout Kings,' 'Sister Wives' Dip; 'Big Love' Inches Up for Finale; 'Shameless' Steady + Much More». TV by the Numbers. Consultado em 17 de Julho de 2014
24. ↑  Gorman, Bill (29 de março de 2011). «Sunday Cable Ratings: 'Army Wives' Takes The Crown; 'Breakout Kings,' Rises; 'Shameless' Finale Steady + Much More». TV by the Numbers. Consultado em 17 de Julho de 2014
25. ↑  Seidman, Robert (10 de janeiro de 2012). «Sunday Cable Ratings: Kardashians Rule, Oprah Drools? + Atlanta 'Housewives,' 'Cajun Pawn Stars,' 'Mob Wives 2,' 'Rachael vs. Guy,' 'Leverage,' 'Shameless' & More». TV by the Numbers. Consultado em 17 de Julho de 2014
26. ↑  Gorman, Bill (18 de janeiro de 2012). «Sunday Cable Ratings: 'Kourtney & Kim' Take The Crown + 'Cajun Pawn Stars, Atlanta 'Housewives,' 'Mob Wives 2,' 'Hell On Wheels' 'Leverage,' 'Shameless' & More». TV by the Numbers. Consultado em 17 de Julho de 2014
27. ↑  Seidman, Robert (24 de janeiro de 2012). «Sunday Cable Ratings: 'Kourtney & Kim' Edge Down, Still Lead + Atlanta 'Housewives,' 'Ax Men, 'Mob Wives 2,' 'Shameless' & More». TV by the Numbers. Consultado em 17 de Julho de 2014
28. ↑  Gorman, Bill (31 de janeiro de 2012). «Sunday Cable Ratings: 'Kourtney & Kim' Finale Goes Large + Atlanta 'Housewives,' 'Ax Men, 'Mob Wives 2,' 'Shameless' & More». TV by the Numbers. Consultado em 17 de Julho de 2014
29. ↑  Seidman, Robert (7 de fevereiro de 2012). «Cable Ratings: ESPN Post Game Coverage Leads Quiet Super Bowl Sunday + 'Shameless,' 'Californication' & More». TV by the Numbers. Consultado em 17 de Julho de 2014. Arquivado do original em 9 de fevereiro de 2012
30. ↑  Gorman, Bill (14 de fevereiro de 2012). «Sunday Cable Ratings: 'The Walking Dead' Starts Big + Grammys Red Carpet, 'Ax Men', 'Pawn Stars,' 'Shameless,' 'House Of Lies' & More». TV by the Numbers. Consultado em 17 de Julho de 2014. Arquivado do original em 18 de fevereiro de 2012
31. ↑  Seidman, Robert (22 de fevereiro de 2012). «Sunday Cable Ratings: More Cable Beats Broadcast - 'The Walking Dead' Down, But Still Dominates + 'Ax Men', 'Khloe & Lamar,' 'Shameless,' 'House Of Lies' & More». TV by the Numbers. Consultado em 17 de Julho de 2014. Arquivado do original em 25 de fevereiro de 2012
32. ↑  Bibel, Sara (6 de março de 2012). «Sunday Cable Ratings: 'The Walking Dead,' 'Storage Wars,' 'Army Wives,' 'Real Housewives' & More». TV by the Numbers. Consultado em 17 de Julho de 2014
33. ↑  Kondolojy, Amanda (13 de março de 2012). «Sunday Cable Ratings: 'The Walking Dead' Dominates, 'Oprah's Next Chapter' Sees Series High». TV by the Numbers. Consultado em 17 de Julho de 2014
34. ↑  Bibel, Sara (20 de março de 2012). «Sunday Cable Ratings: 'Walking Dead' Season Finale Laps the Field + 'Khloe & Lamar,' 'Frozen Planet,' 'Army Wives' & More». TV by the Numbers. Consultado em 17 de Julho de 2014
35. ↑  Kondolojy, Amanda (27 de março de 2012). «Sunday Cable Ratings: NBA Basketball, 'Mad Men' Season Premiere + 'Real Housewives of Atlanta' & More». TV by the Numbers. Consultado em 17 de Julho de 2014
36. ↑  Bibel, Sara (3 de abril de 2012). «Sunday Cable Ratings:'Game of Thrones' Returns To Series High; + 'Khloe & Lamar,' 'The Killing' , 'Mad Men, 'Army Wives' & More». TV by the Numbers. Consultado em 17 de Julho de 2014
37. ↑  Kondolojy, Amanda (15 de janeiro de 2013). «Sunday Cable Ratings:'Real Housewives of Atlanta' Wins Again, + 'Ax Men', 'Shameless', 'Here Comes Honey Boo Boo', 'Shahs of Sunset' & More». TV by the Numbers. Consultado em 17 de Julho de 2014
38. ↑  Bibel, Sara (23 de janeiro de 2013). «Sunday Cable Ratings: 'Real Housewives of Atlanta' Wins Night, 'Kourtney & Kim Take Miami', 'Ax Men,' 'Shameless', 'House of Lies' & More». TV by the Numbers. Consultado em 17 de Julho de 2014
39. ↑  http://tvbythenumbers.zap2it.com/2013/01/29/sunday-cable-ratings-real-housewives-of-atlanta-wins-again-ax-men-kourtney-and-kim-take-miami-shameless-shahs-of-sunset-more/167090/
40. ↑  http://tvbythenumbers.zap2it.com/2013/02/12/sunday-cable-ratings-the-walking-dead-kills-the-competition-talking-dead-real-housewives-of-atlanta-live-from-the-red-carpet-more/169136/
41. ↑  Yanan, Travis (20 de fevereiro de 2013). «Sunday's Cable Ratings: "Walking Dead" Holds Off NBA All-Star Game». The Futon Critic. Consultado em 17 de Julho de 2014
42. ↑  Kondolojy, Amanda (26 de fevereiro de 2013). «Sunday Cable Ratings: 'Walking Dead' Wins Night + 'Live From the Red Carpet', 'Ax Men', 'Bar Rescue', 'Shameless' & More». TV by the Numbers. Consultado em 17 de Julho de 2014
43. ↑  Bibel, Sara (5 de março de 2013). «Sunday Cable Ratings: 'The Walking Dead' Wins Night, 'The Bible, 'Vikings', 'Shameless', 'Real Housewives of Atlanta', 'Pawn Stars' & More». TV by the Numbers. Consultado em 17 de Julho de 2014
44. ↑  Kondolojy, Amanda (12 de março de 2013). «Sunday Cable Ratings: 'The Walking Dead' Wins Night + 'The Bible', 'Vikings', 'Real Housewives of Atlanta', 'The Client List' & More». TV by the Numbers. Consultado em 17 de Julho de 2014
45. ↑  Bibel, Sara (19 de março de 2013). «Sunday Cable Ratings: Sunday Cable Ratings: 'The Walking Dead' Wins Night, 'The Bible', 'Vikings', 'The Client List', 'Shameless', 'Army Wives' & More». TV by the Numbers. Consultado em 17 de Julho de 2014
46. ↑  Kondolojy, Amanda (26 de março de 2013). «Sunday Cable Ratings: 'The Walking Dead' Wins Night + 'The Bible', 'Talking Dead', NCAA Basketball, 'Vikings' & More». TV by the Numbers. Consultado em 17 de Julho de 2014
47. ↑  Bibel, Sara (2 de abril de 2013). «Sunday Cable Ratings: 'Sunday Cable Ratings: The Walking Dead wins night, Game Of Thrones, The Bible, Vikings, Shameless, The Client List & more'». TV by the Numbers. Consultado em 17 de Julho de 2014
48. ↑  Kondolojy, Amanda (9 de abril de 2013). «Sunday Cable Ratings: 'Game of Thrones' Wins Night + 'Real Housewives of Atlanta', 'Kourtney & Kim Take Miami', 'Vikings', 'Mad Men' & More». TV by the Numbers. Consultado em 17 de Julho de 2014
49. ↑  Kondolojy, Amanda (14 de janeiro de 2014). «Sunday Cable Ratings: 'Real Housewives of Atlanta' Wins Night, 'True Detective', 'Ax Men', 'Shameless' & More». TV by the Numbers. Consultado em 17 de Julho de 2014
50. ↑  Bibel, Sara (22 de janeiro de 2014). «Sunday Cable Ratings: 'Real Housewives of Atlanta' Wins Night, 'Keeping Up With the Kardashians', 'Shameless', 'True Detective', 'Girls' & More». TV by the Numbers
51. ↑  Kondolojy, Amanda (28 de janeiro de 2014). «Sunday Cable Ratings: 'Real Housewives of Atlanta' Wins Night + 'Live From the Red Carpet', 'Curse of Oak Island', 'Sister Wives' & More». TV by the Numbers
52. ↑  Bibel, Sara (4 de fevereiro de 2014). «Sunday Cable Ratings: 'NFL Primetime' Wins Night, 'Puppy Bowl', 'Shameless',' Zombie Bowl' & More». TV by the Numbers
53. ↑  Kondolojy, Amanda (11 de fevereiro de 2014). «Sunday Cable Ratings: 'The Walking Dead' Tops Night + 'Real Housewives of Atlanta', 'Keeping Up With the Kardashians' & More». TV by the Numbers. Consultado em 17 de Julho de 2014
54. ↑  Bibel, Sara (19 de fevereiro de 2014). «Sunday Cable Ratings: 'The Walking Dead' Wins Night, NBA All Star Game, 'Real Housewives of Atlanta', 'True Detective', 'Shameless' & More». TV by the Numbers. Consultado em 17 de Julho de 2014
55. ↑  Kondolojy, Amanda (25 de fevereiro de 2014). «Sunday Cable Ratings: 'The Walking Dead' Wins Night, + 'Talking Dead', 'Real Housewives of Atlanta', 'True Detective' & More». TV by the Numbers. Consultado em 17 de Julho de 2014
56. ↑  Kondolojy, Amanda (11 de março de 2014). «Sunday Cable Ratings: 'The Walking Dead' Wins Night, 'Talking Dead', 'The Real Housewives of Atlanta', 'True Detective' & More». TV by the Numbers. Consultado em 17 de Julho de 2014
57. ↑  Bibel, Sara (18 de março de 2014). «Sunday Cable Ratings: 'The Walking Dead' Wins Night, 'Talking Dead', 'Real Housewives of Atlanta' 'Naked And Afraid', 'Shameless' & More». TV by the Numbers. Consultado em 17 de Julho de 2014
58. ↑  Kondolojy, Amanda (1 de abril de 2014). «Sunday Cable Ratings: 'The Walking Dead' Tops Night + 'Talking Dead', 'The Real Housewives of Atlanta', NCAA Basketball & More». TV by the Numbers. Consultado em 17 de Julho de 2014
59. ↑  Bibel, Sara (25 de março de 2014). «Sunday Cable Ratings: 'The Walking Dead' Wins Night, 'Talking Dead', 'Real Housewives of Atlanta', 'Shameless', 'Naked and Afraid' & More». TV by the Numbers. Consultado em 17 de Julho de 2014
60. ↑  Kondolojy, Amanda (8 de abril de 2014). «Sunday Cable Ratings: 'Game of Thrones' Wins Night + 'The Real Housewives of Atlanta', 'Silicon Valley', 'Married to Medicine' & More». TV by the Numbers. Consultado em 17 de Julho de 2014